# Talstelsel met basis gulden snede
Het talstelsel met de gulden snede als basis is een positiestelsel waarin elk niet-negatief reëel getal kan worden voorgesteld door een reeks van machten van de gulden snede, het irrationale getal
{\displaystyle \varphi ={\frac {1+{\sqrt {5}}}{2}}},
zonder dat in de voorstelling twee opeenvolgende machten van {\displaystyle \varphi } voorkomen. Deze voorstelling, die uniek is, wordt de standaardvorm genoemd. Zo worden de getallen 1 tot en met 9 in dit talstelsel voorgesteld door:
| getal | machtreeks in {\displaystyle \varphi }                                | met basis {\displaystyle \varphi } |
| ----- | --------------------------------------------------------------------- | ---------------------------------- |
| 1     | {\displaystyle \varphi ^{0}}                                          | 1                                  |
| 2     | {\displaystyle \varphi ^{1}+\varphi ^{-2}}                            | 10,01                              |
| 3     | {\displaystyle \varphi ^{2}+\varphi ^{-2}}                            | 100,01                             |
| 4     | {\displaystyle \varphi ^{2}+\varphi ^{0}+\varphi ^{-2}}               | 101,01                             |
| 5     | {\displaystyle \varphi ^{3}+\varphi ^{-1}+\varphi ^{-4}}              | 1000,1001                          |
| 6     | {\displaystyle \varphi ^{3}+\varphi ^{1}+\varphi ^{-4}}               | 1010,0001                          |
| 7     | {\displaystyle \varphi ^{4}+\varphi ^{-4}}                            | 10000,0001                         |
| 8     | {\displaystyle \varphi ^{4}+\varphi ^{0}+\varphi ^{-4}}               | 10001,0001                         |
| 9     | {\displaystyle \varphi ^{4}+\varphi ^{1}+\varphi ^{-2}+\varphi ^{-4}} | 10010,0101                         |
In dit talstelsel kan een getal dus voorgesteld worden in de standaardvorm door een rij nullen en enen, zonder dat direct na elkaar twee enen voorkomen. Het is ook mogelijk een niet-standaardvorm als representatie te geven. Een rij waarin wel de deelrij "11" voorkomt, kan omgeschreven worden in de standaardvorm door de deelrij "11" te vervangen door "100" (en verder om te rekenen), gebruikmakend van de relatie:
{\displaystyle \varphi +1=\varphi ^{2}}.
Zo is bijvoorbeeld:
{\displaystyle 4+5=101{,}01_{\varphi }+1000{,}1001_{\varphi }=1101{,}1101_{\varphi }=10001{,}1101_{\varphi }=10010{,}0101_{\varphi }=9}
De omrekening had ook als volgt kunnen gaan:
{\displaystyle 1101{,}1101_{\varphi }=10001{,}1101_{\varphi }=10002{,}0001_{\varphi }=10010{,}0101_{\varphi }}.

## Uniciteit
De eindige standaardvorm is uniek bepaald. Net zoals in het decimale stelsel het getal 1 ook voorgesteld kan worden als 1 = 0,999…, heeft 1 ook in de voorstelling met basis {\displaystyle \varphi } een oneindige repeterende vorm:
{\displaystyle 1=0{,}10101010\ldots }
Immers:
{\displaystyle 0{,}10101010\ldots =\varphi ^{-1}\sum _{k=0}^{\infty }\varphi ^{-2k}={\frac {\varphi ^{-1}}{1-\varphi ^{-2}}}={\frac {\varphi }{\varphi ^{2}-1}}=1}
Daarmee heeft elke eindige voorstelling ook een oneindige repeterende voorstelling, die ontstaat door de laatste 1 te vervangen door de bovenstaande oneindige voorstelling daarvan.

## Natuurlijke getallen
Elk natuurlijk getal heeft een eindige ontwikkeling als machtreeks in {\displaystyle \varphi }, maar niet iedere eindige voorstelling is een natuurlijk getal. Eenvoudig is in te zien dat:
{\displaystyle 1+{\sqrt {5}}=2\varphi =20_{\varphi }=100{,}1_{\varphi }}

## Rationale getallen
Net als in het decimale stelsel heeft een rationaal getal een eindige voorstelling of een voorstelling met een repeterend gedeelte. Zo is
{\displaystyle {\tfrac {1}{2}}=0{,}010010010\ldots }
Controle:
{\displaystyle 2\times 0{,}010010010\ldots =0{,}020020020\ldots =0{,}10101010\ldots =1}